# Ansamblul Colțea
Ansamblul Colțea este un ansamblu de monumente istorice aflat pe teritoriul municipiului București.
Ansamblul este format din următoarele monumente:
- Biserica „Trei Ierarhi“ - Colțea (cod LMI B-II-m-A-18220.01)
- Spitalul Colțea (cod LMI B-II-m-A-18220.02)

## Galerie

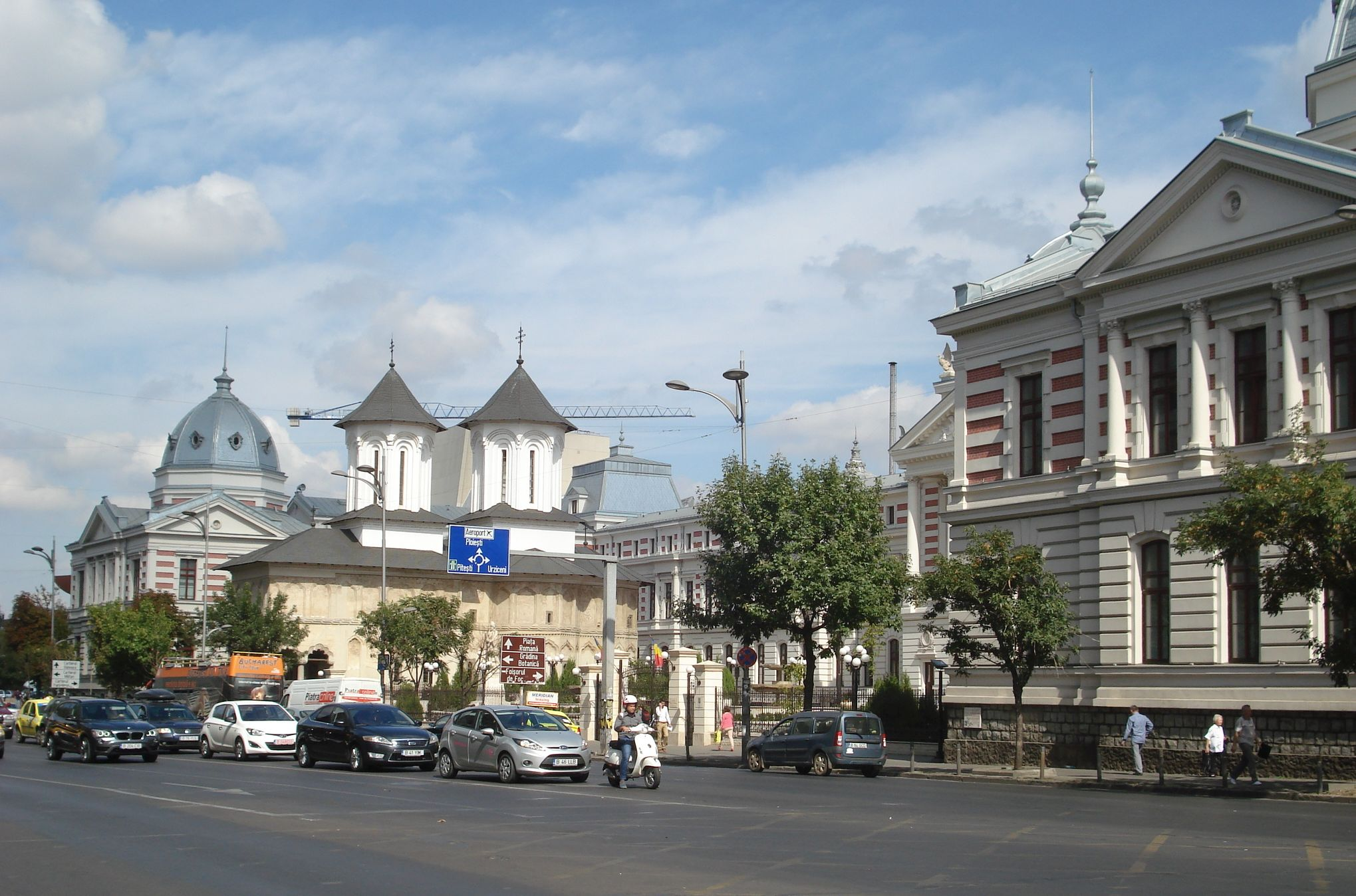
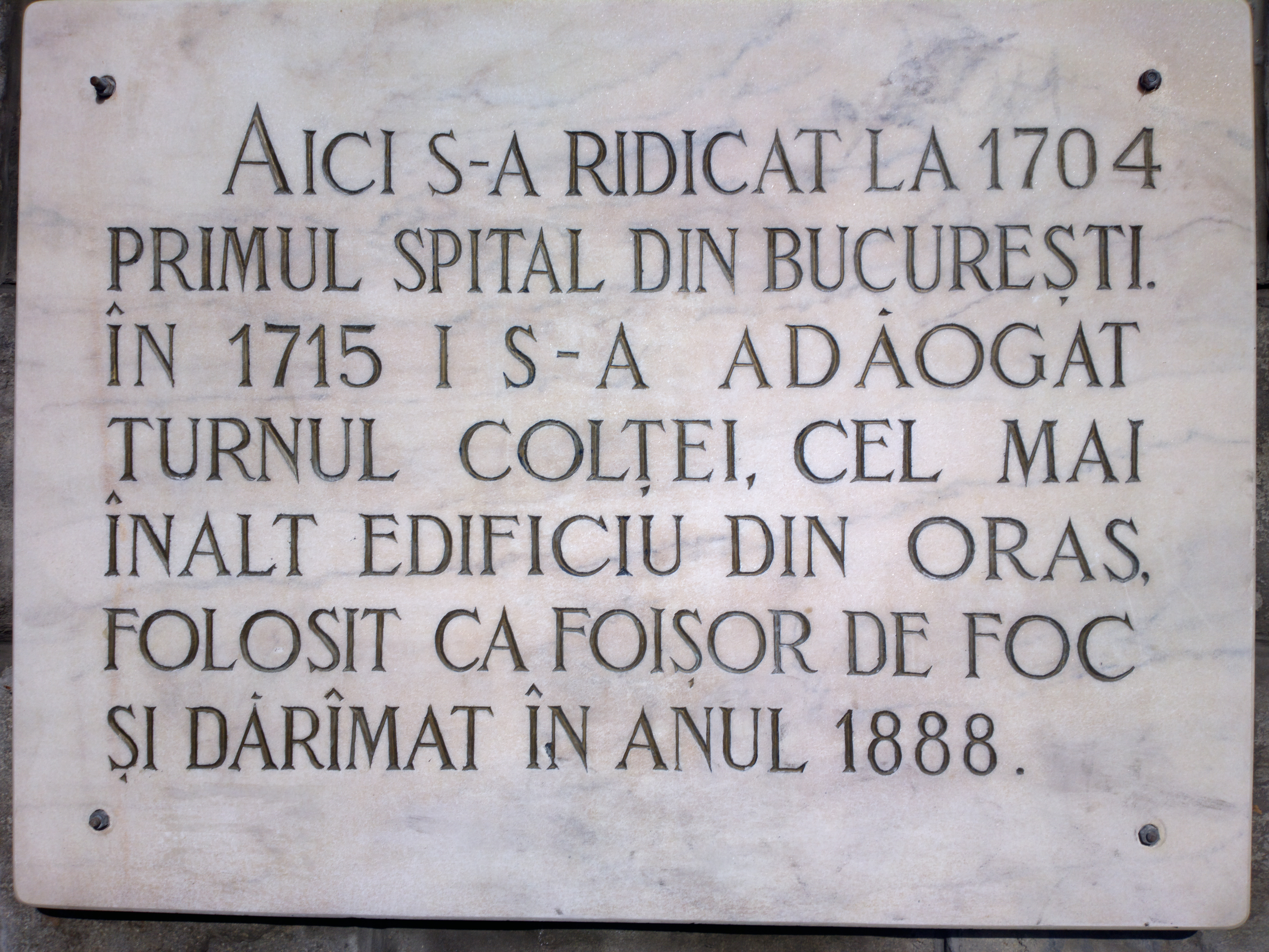
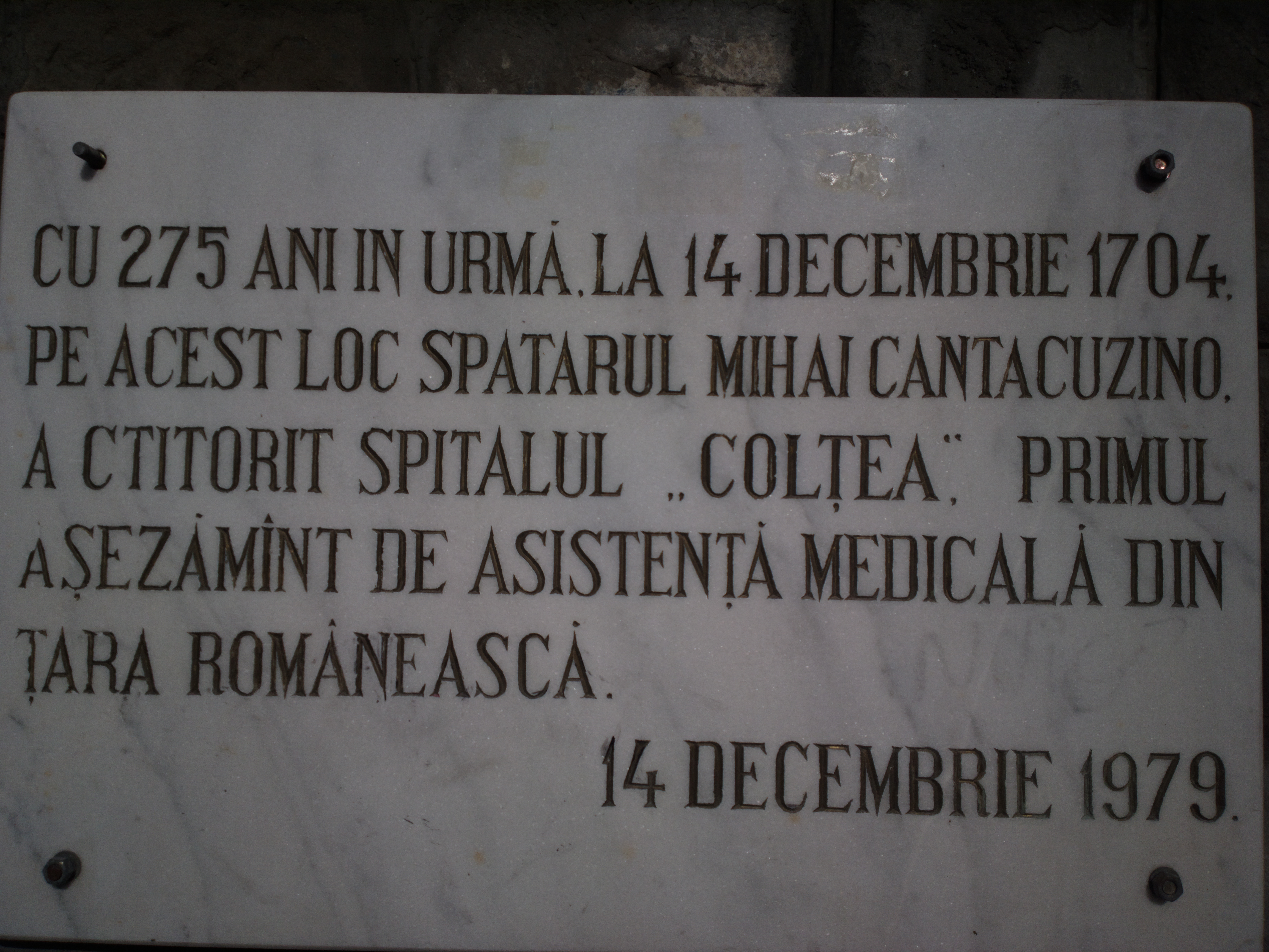
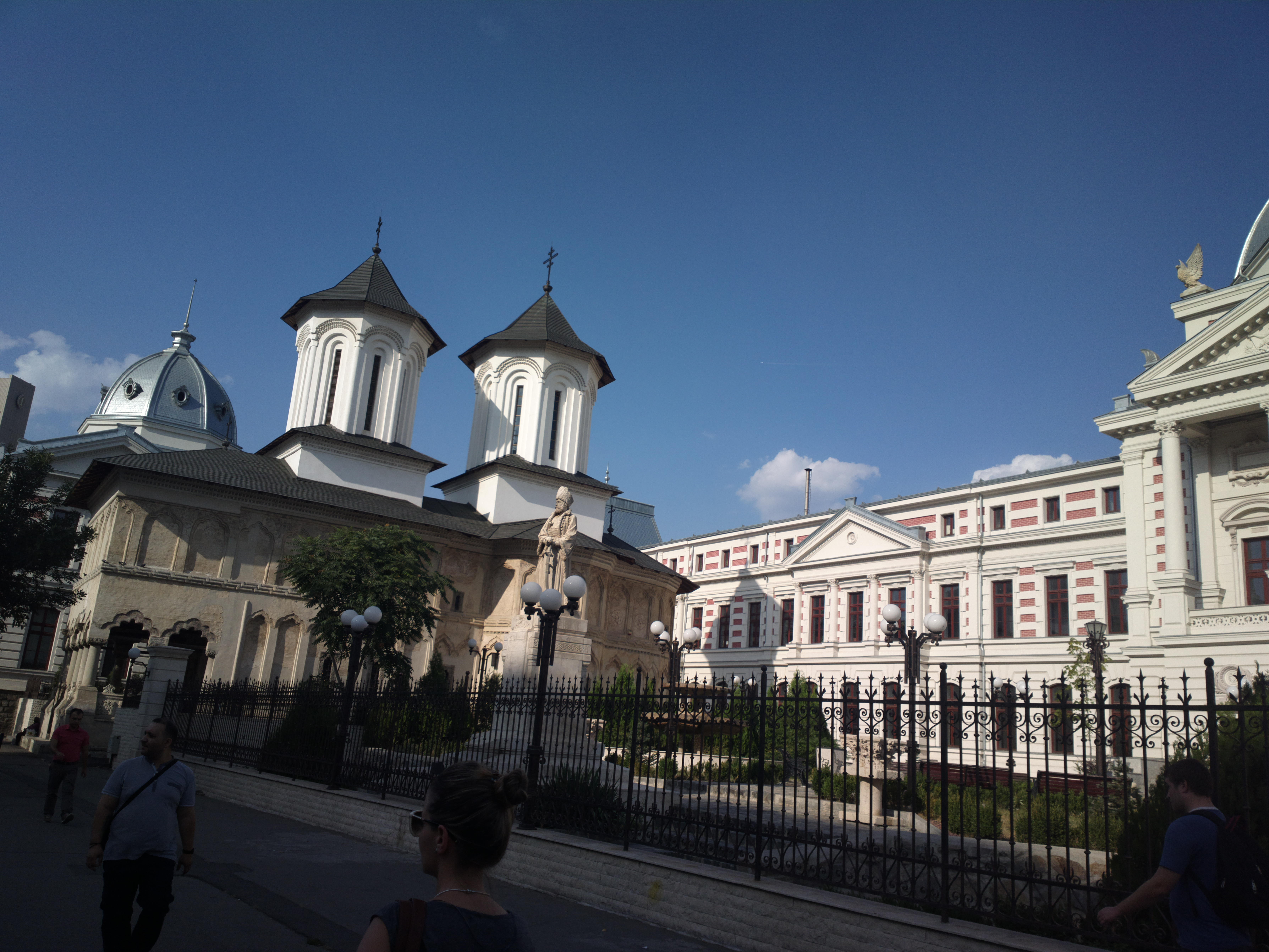
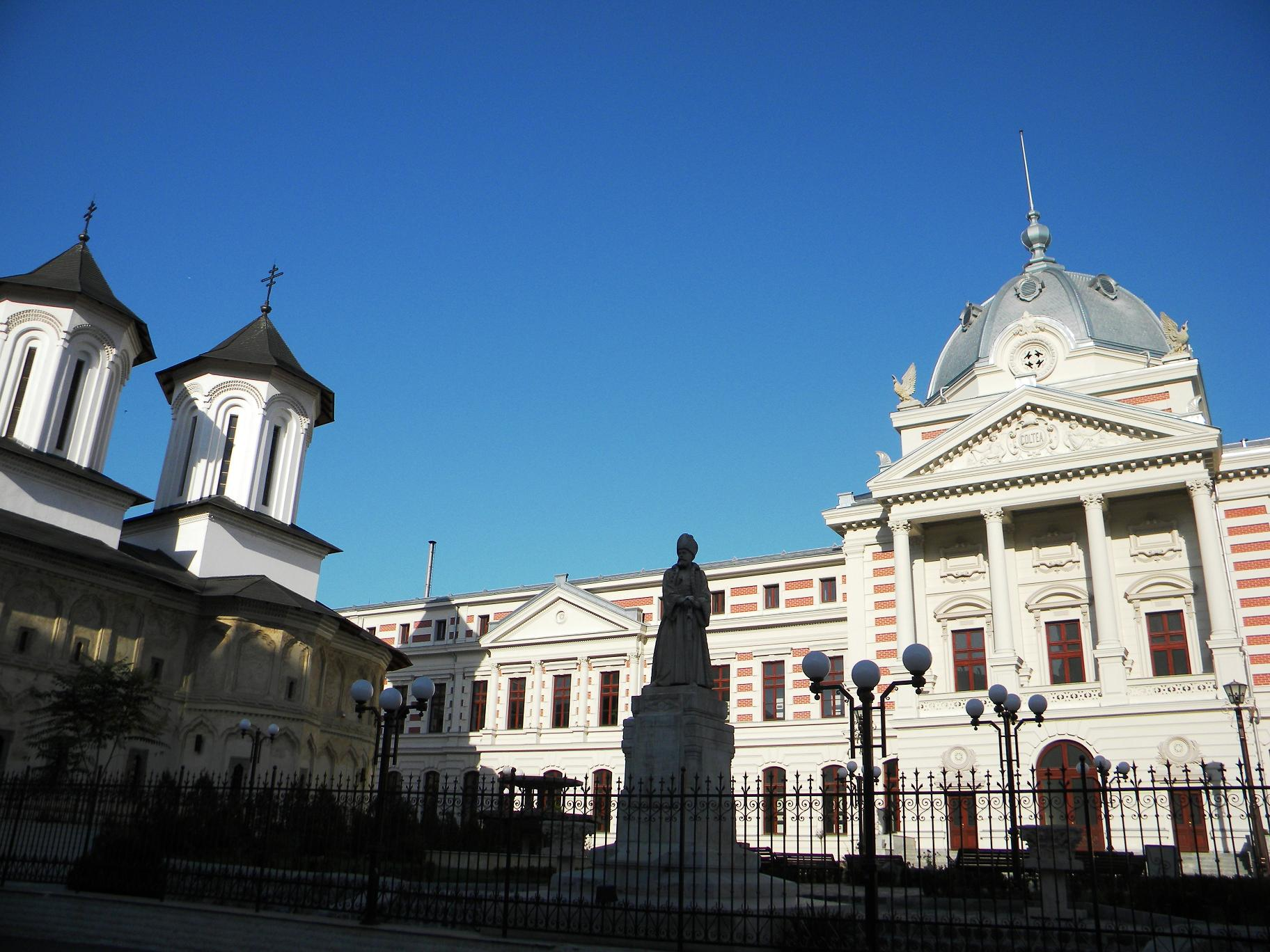
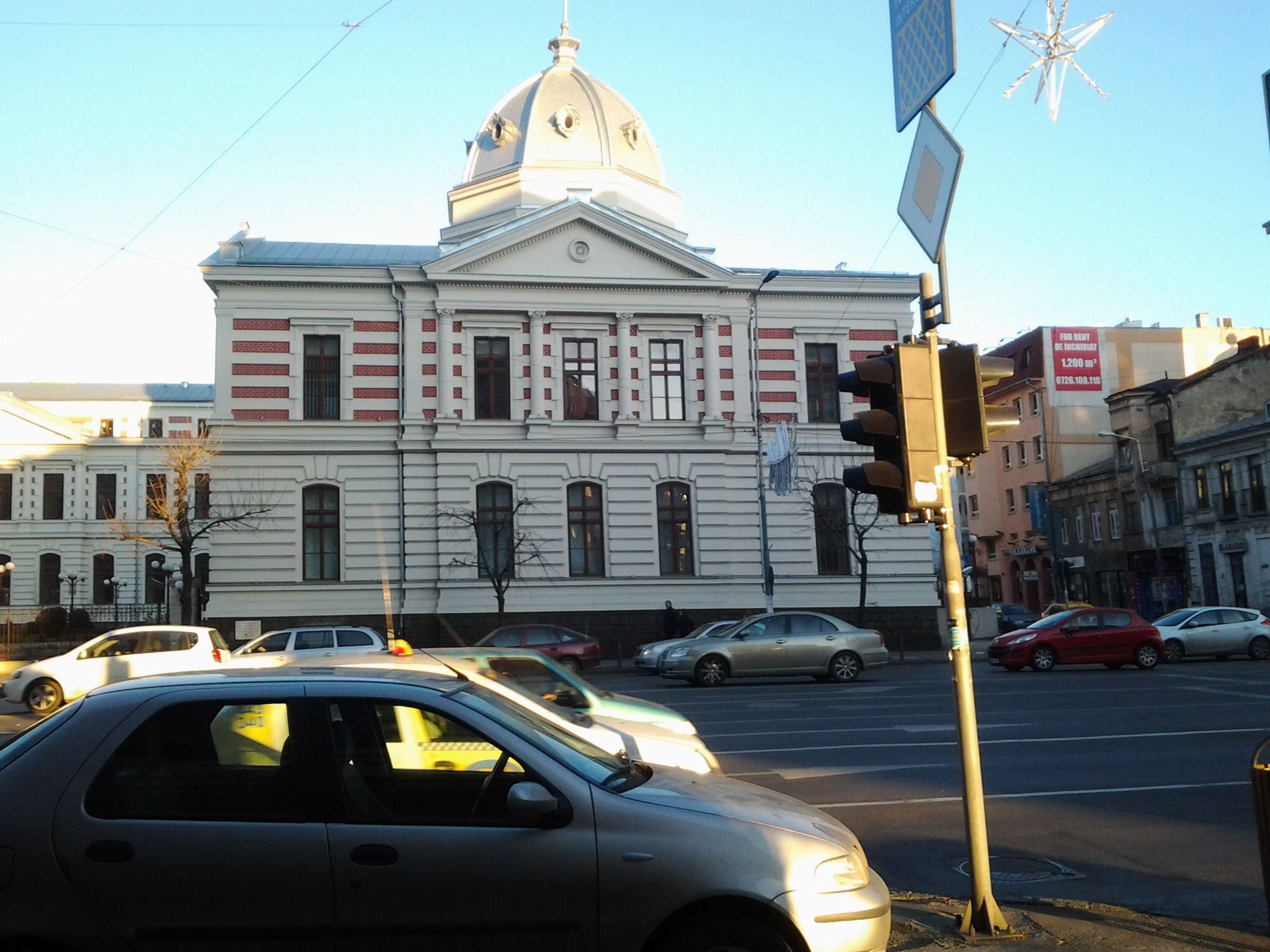